# 벵골의 데바팔라
데바팔라(산스크리트어: দেবপাল), 또는 스리만 데바팔라 하르샤바는 팔라 제국의 세번째이자 가장 강력한 황제이다. 그는 제2대 팔라 황제인 다르마팔라의 상속자였다. 그는 서기 810/821년경에 왕위에 올랐고 약 35~40년간 통치하였다. 그의 통치는 팔라 제국의 최고 정점으로 여겨진다. 그는 아리아바르타의 대군주로도 알려져 있었다.
데바팔라는 불교도였지만 다른 종교에 대해서도 관용적이었다. 그의 대신들 중에는 브라만교도도 있었으며, 그는 날란다 대승원에 브라만 교사를 임명하는 데 주저하지 않았다.
그의 후원으로 불교와 교육이 전파되었고, 벵골의 문화 유산이 풍부해졌다.